# Bernard Romain Julien
Bernard Romain Julien (Bayonne, 16 novembre 1802 – Bayonne, 3 dicembre 1871) è stato un incisore, litografo, pittore e disegnatore francese.

## Biografia
Studiò nella sua città natale tra il 1815 e il 1818 prima di trasferirsi a Parigi, dove studiò pittura, dal 1822 in poi, con Antoine-Jean Gros all'École des beaux-arts.
Espose alcuni dipinti e disegni al Salon di Parigi tra il 1833 e il 1850, ma  principalmente litografie  per le quali era ben conosciuto. Realizzò litografie di altri artisti, come Cours de Dessin di George Henry Hall. Nel 1840 pubblicò Étude à deux crayons.
In Landor's Cottage, Edgar Allan Poe descrive il lavoro di Julien: "Uno di questi disegni era una scena di lusso orientale, o piuttosto voluttà; un altro era un pezzo sul carnevale, vivace senza paragoni; il terzo era una testa femminile greca - un viso così divinamente bello, eppure con un'espressione così provocatoriamente indeterminata, mai prima d'ora aveva attirato la mia attenzione".
Nel 1854, fece un ritratto a busto intero di George Washington, da Gilbert Stuart, e la litografia è nella collezione d'arte di Mount Vernon. Tornò nella sua città natale, nel 1866, e vi insegnò disegno fino alla sua morte, avvenuta il 3 dicembre 1871.